# Illuminazione divina
Secondo la tesi dell'illuminazione divina, il processo del pensiero umano necessita di essere aiutato dalla grazia di Dio. Nell'ambito della teoria della mente e dell'epistemologia, essa è un'alternativa più antica e più influente del naturalismo.  Fu una caratteristica importante della filosofia greca antica, del neoplatonismo, della filosofia medievale e della scuola illuminazionista della filosofia islamica.

## Storia

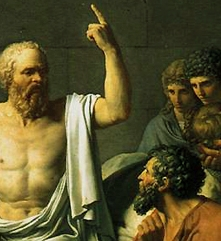
Socrate

Nel dialogo dell'Apologia, Socrate afferma di possedere un segno divino o spirituale che iniziò quando era bambino. Era una voce che lo allontanava da qualcosa che stava per fare, anche se non lo incoraggiava mai a fare nulla. Apuleio in seguito suggerì che la voce fosse di un demone amico  che Socrate meritava questo aiuto poiché era il più perfetto degli esseri umani.
Anche sant'Agostino (354-430) sottolineò il ruolo dell'illuminazione divina nel pensiero umano, affermando che «la mente ha bisogno di essere illuminata da una luce che proviene da fuori di sé, affinché possa partecipare alla verità, perché non è essa stessa la natura della verità. Accenderai la mia lampada, Signore» e «Non senti nulla di vero da me che prima non mi hai detto».
Secondo Agostino, Dio non ci dà informazioni certe, ma ci fa comprendere la verità delle informazioni che abbiamo ricevuto per noi stessi: «se entrambi vediamo che quello che dici è vero, ed entrambi vediamo che quello che dico è vero, allora dove lo vediamo? Non io in te, né tu in me, ma entrambi in quella verità inalterabile che è al di sopra delle nostre menti».

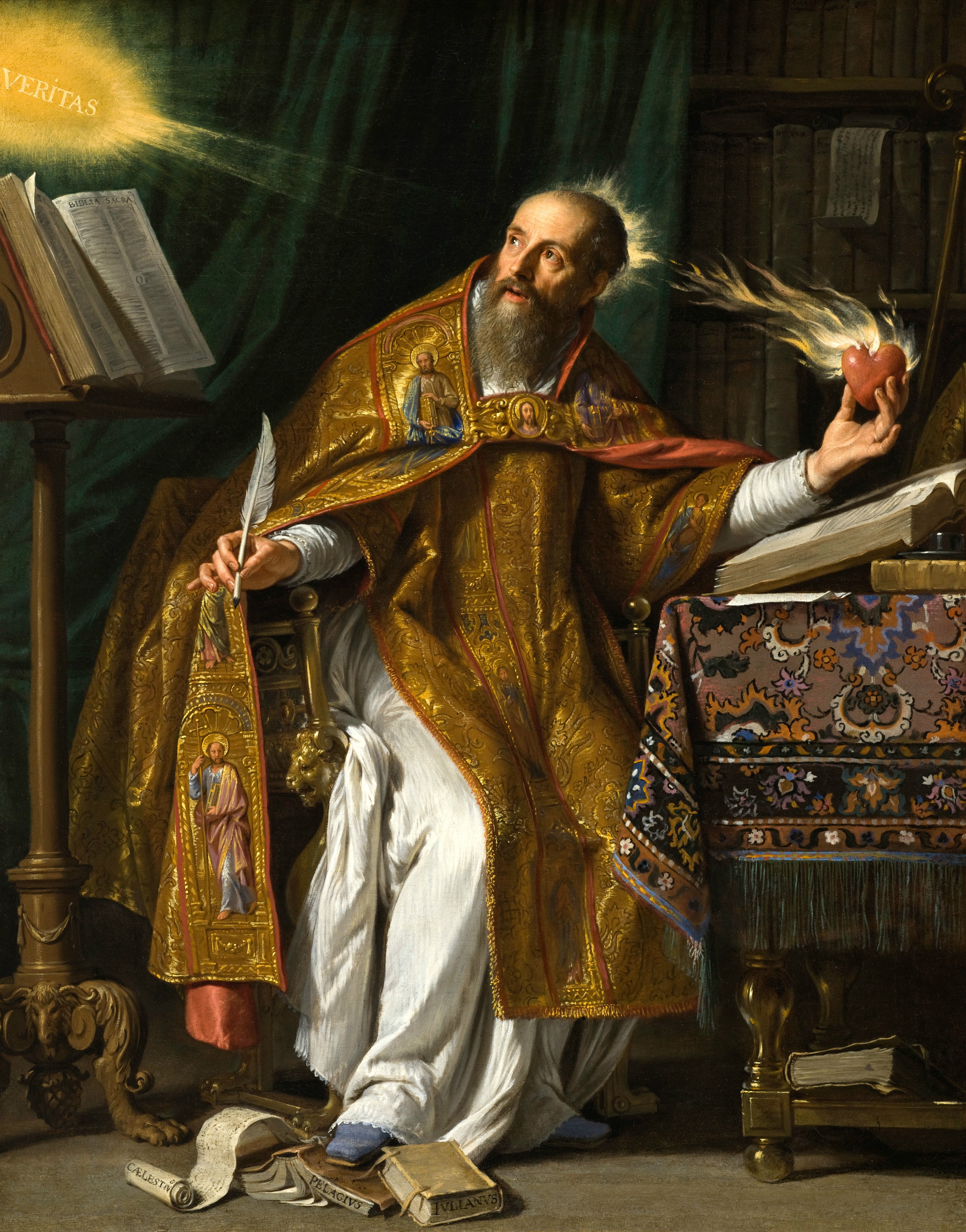
Sant'Agostino

La teoria di Agostino fu difesa dai filosofi cristiani del tardo medioevo, in particolare francescani come san Bonaventura e Matteo d'Acquasparta. Secondo Bonaventura: «Le cose hanno esistenza nella mente, nella loro natura (proprio genere), e nell'arte eterna. Quindi la verità delle cose come sono nella mente o nella loro stessa natura – dato che entrambe sono mutevoli – è sufficiente perché l'anima abbia una conoscenza certa solo se essa in qualche modo raggiunge le cose come sono nell'arte eterna».
La dottrina fu criticata da John Pecham e Roger Marston, e in particolare da Tommaso d'Aquino, il quale negò che in questa vita abbiamo idee divine come oggetto di pensiero, e che l'illuminazione divina sia sufficiente da sola, senza i sensi. San Tommaso negò anche che vi sia una speciale influenza divina continua sul pensiero umano.  persone possiedono da sole sufficienti capacità di pensiero, senza aver bisogno di una "nuova illuminazione aggiuntive rispetto alla loro illuminazione naturale".
La teoria fu difesa da Enrico di Gand. Contro Tommaso d'Aquino, egli sostenne che la teoria dell'astrazione di Aristotele non è sufficiente per spiegare come possiamo acquisire una conoscenza infallibile della verità e che debba quindi essere integrata dall'illuminazione divina. Una cosa ha due esemplari con cui può essere confrontata. Il primo è un esemplare creato che esiste nell'anima. Il secondo è un esemplare che esiste fuori dell'anima, e che è increato ed eterno. Ma nessun confronto con un esemplare creato può darci una verità infallibile. Poiché la dignità dell'uomo richiede che possiamo acquisire tale verità, ne consegue che abbiamo accesso all'esemplare nella mente divina.
La difesa di Enrico dell'illuminazione divina fu fortemente criticata dal teologo francescano Duns Scoto, il quale sostenne che la versione di quella teoria conduceva allo scetticismo.